# محمدحسن حلمی
محمدحسن حلمی (عربی: محمد حسن حلمي؛ ۱۳ فوریهٔ ۱۹۱۲ – ۵ نوامبر ۱۹۸۶) بازیکن فوتبال اهل مصر بود.
از باشگاه‌هایی که در آن بازی کرده‌است می‌توان به باشگاه ورزشی زمالک اشاره کرد.
وی همچنین در تیم ملی فوتبال مصر بازی کرده‌است.